# Josette Hébert-Coëffin
Josette Hébert-Coëffin (* 16. Dezember 1907 in Rouen als Marcelle Josète-Laurentine Hébert; † 3. Juni 1973 in Neuilly-sur-Seine, Département Hauts-de-Seine) war eine französische Bildhauerin und Medailleurin.

## Leben
Josette Hébert interessierte sich bereits als Kind für die Bildhauerei. In den 1920er Jahren begann sie in der Werkstatt von Alphonse Guilloux ihre Ausbildung zur Bildhauerin. Später begann sie ein Studium an der École des Beaux-Arts in Rouen, wo Victorien Lelong einer ihrer Lehrer war. An der Académie des Beaux-Arts in Paris wurde sie von Charles Despiau und Robert Wlérick unterrichtet.
Für einige Jahre trat die Bildhauerei in den Hintergrund, als Hébert den Sohn eines Industriellen aus Rouen heiratete. Nach sieben Jahren starb ihr Ehemann und ließ sie mit einer Tochter zurück.
Josette Hébert-Coëffin nahm die Tätigkeit als Bildhauerin wieder auf und wurde auf der Weltfachausstellung Paris 1937 mit einer Goldmedaille ausgezeichnet. Im selben Jahr erhielt sie ein Guggenheim-Stipendium. 1939 stellte sie auf dem Salon des Arts Décoratifs in Paris aus. Ein bedeutender Schritt war 1938 der Eintritt in die Manufacture royale de porcelaine de Sèvres, wo sie sich unter der Anleitung von Maurice Gensoli, dem Leiter des Designstudios, auf Tiermotive spezialisierte. In Sèvres entdeckte Hébert-Coëffin für sich Schamott als Material. Damit gelang es ihr, feinste Details wie Haare und Federn natürlich darzustellen. Bei mehreren Luftangriffen der Royal Air Force, die eigentlich einem Werk von Renault auf der nahegelegenen Île Seguin galten, wurde die Manufaktur von Sèvres in den Jahren 1942 bis 1944 schwer getroffen. Alle Arbeiten Josette Hébert-Coëffins gingen verloren. Zu Hébert-Coëffins bedeutendsten späteren Arbeiten für die Manufaktur gehört die Skulptur La biche et son faon (Die Hirschkuh und ihr Rehkitz) für den französischen Staatspräsidenten Vincent Auriol.
Ein bedeutender Teil ihres Werks sind mehr als 30 Marienstatuen in ganz Frankreich und sogar im Ausland. Zu ihnen gehören eine Statue in der Kapelle Notre-Dame-de-la-Garde in Étretat und die Statue Notre-Dame de Prudence am Rand der Route nationale 13 bei Pacy-sur-Eure. Für eine Marienstatue in Lyons-la-Forêt hat ihre Tochter Modell gestanden. Weitere Werke der sakralen Kunst sind der Altar der Kirche Notre-Dame in Auffay und eine Statue der Therese von Lisieux für die Kirche Saint-Hélier in Beuzeville.
1947 verließ Hébert-Coëffin die Porzellanmanufaktur und begann in der Monnaie de Paris als Graveurin und Medailleurin zu arbeiten. Ihr Medaillenwerk umfasst annähernd 300 Entwürfe. Sie war die erste Frau, die mit dem Porträt René Cotys die offizielle Medaille mit dem Abbild des Staatspräsidenten gestalten durfte. Weitere herausragende Arbeiten waren eine weitere Medaille mit dem Porträt Charles de Gaulles, eine Erinnerungsmedaille für die französischen Teilnehmer an den Olympischen Winterspielen 1968 in Grenoble, und eine Medaille mit dem Mémorial de la Déportation auf dem Gelände des KZ Natzweiler-Struthof.
Werke Josette Hébert-Coëffins befinden sich in zahlreichen Museen der Welt. Über bedeutende Bestände verfügen das Musée des beaux-arts de Rouen, das Musée d’art moderne de la Ville de Paris und das Schloss Rambouillet. Das Museum der Porzellanmanufaktur von Sèvres besitzt zahlreiche ihrer Arbeiten in Porzellan und das Museum der Monnaie de Paris hat Medaillen Hébert-Coëffins in seinen Beständen.

## Auszeichnungen
- Offizier der Ehrenlegion
- Ritter des Ordre des Arts et des Lettres
- Ritter des Ordre national du Mérite
- Ritter des Ordre du Mérite Culturel et Artistique (Fürstentum Monaco)